# 射击游戏

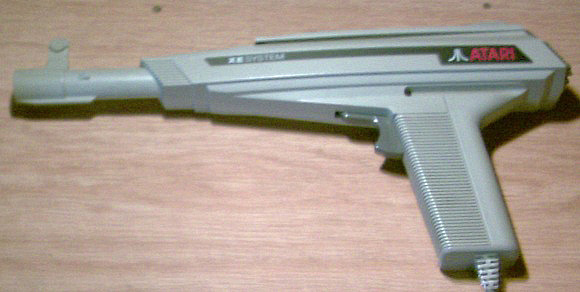
一把用於射擊遊戲的槍型輸入裝置『打鸭子（Duck Hunt)也有類似的裝置』。

射擊遊戲（英語：shooter game）包括所有以模拟射擊和枪战為主的電子遊戲，當中包括清版射击游戏、光枪射击游戏、第一人称射击游戏和第三人稱射擊遊戲等。
著名的第一人称射击游戏包括《反恐精英》（Counter-Strike）系列、《使命召唤》（Call of Duty）系列、《战地》（Battlefield）系列、《光环》（Halo）系列、《穿越火线》（Cross Fire）及《全球行動》（Global Operations）等；第三人称射击游戏《絕地求生》(PUBG)、《战争装备》（Gears of War）、《死亡空间》（Dead Space）系列、《遺失的星球》（Lost Planet）、《质量效应》（Mass Effect）系列等；光枪射击游戏包括《打野鸭》（Duck Hunt）、《野狼计划》（Operation Wolf）、《VR战警》（Virtua Cop）等；清版射击游戏包括《太空侵略者》（Space Invaders）、《魂斗罗》（Contra）、《合金弹头》（Metal Slug）等系列。

## 分類

### 2D射擊遊戲
- 固定畫面射擊
- 捲軸射擊遊戲（例如：沙罗曼蛇、1943、R-TYPE）
縱向捲軸射擊
橫向捲軸射擊
多方向捲軸射擊
- 斜視射擊

### 3D射擊遊戲
- 第一人称射击游戏（FPS）
- 第三人稱射擊遊戲（TPS）
- 飛行射擊
- 太空戰鬥射擊
- 光枪射击游戏
- 轨道射击游戏